# The Life and Death of Peter Sellers
The Life and Death of Peter Sellers (bra A Vida e Morte de Peter Sellers; prt Eu, Peter  Sellers) é um telefilme franco-britano-estadunidense de 2004, do gênero comédia biográfico-dramática, com roteiro de Christopher Markus e Stephen McFeely baseado no livro biográfico de Roger Lewis.

## Enredo
A vida profissional e pessoal do ator e comediante Peter Sellers foi turbulenta. A sua fama precoce foi baseada, principalmente, pelas suas caracterizações, muitas vezes de canhestro e pessoas estrangeiras com sotaque, personagens que ele incorporou. No seu filme, a fama passou, ele começou a perder a sua própria identidade pessoal para as suas personagens, levando a duvidar de si mesmo como pessoa e uma constante necessidade de resseguro e de aceitação do seu trabalho. Esta auto-manifesta-se, em dúvida, como raiva, e que foi considerada por muitos como arrogância. Por seu turno, o seu relacionamento pessoal começou a deteriorar-se continuamente devido às suas personagens serem utilizadas para mascarar os seus problemas. A sua primeira esposa, Anne Howe, divorciou-se dele e o seu relacionamento com os seus pais e os filhos tornou-se cada vez mais distante. A sua relação com a sua segunda esposa, a atriz sueca Britt Ekland, foi baseada nesta máscara. Na sua vida, mais tarde, ele tentou redescobrir a sua carreira com o que seria o seu penúltimo papel, o de uma chance em Being There (1979).

## Elenco
- Geoffrey Rush ....  Peter Sellers
- Charlize Theron ....  Britt Ekland
- Emily Watson ....  Anne Sellers
- John Lithgow ....  Blake Edwards
- Miriam Margolyes ....  Peg Sellers
- Peter Vaughan ....  Bill Sellers
- Sonia Aquino ....  Sophia Loren
- Stanley Tucci ....  Stanley Kubrick
- Stephen Fry ....  Maurice Woodruff
- Henry Goodman ....  Dennis Selinger
- Alison Steadman ....  Agente de Casting
- Peter Gevisser ....  Ted Levy
- David Robb ....  Dr. Lyle Wexler
- Edward Tudor-Pole ....  Spike Milligan
- Steve Pemberton ....  Harry Secombe
- Heidi Klum .... Ursula Andress

## Prémios e nomeações
| Prêmio             | Categoria                              | Recipiente      | Resultado |
| ------------------ | -------------------------------------- | --------------- | --------- |
| Globo de Ouro 2005 | Melhor ator em telessérie ou telefilme | Geoffrey Rush   | Venceu    |
| Globo de Ouro 2005 | Melhor telessérie ou telefilme         |                 | Venceu    |
| Globo de Ouro 2005 | Melhor atriz coadjuvante - TV          | Charlize Theron | Indicado  |
| Globo de Ouro 2005 | Melhor atriz coadjuvante - TV          | Emily Watson    | Indicado  |
| Cannes 2004        | Palma de Ouro (melhor filme)           |                 | Indicado  |